# 고가 세이지
고가 세이지(일본어: 古賀 誠史, 1979년 8월 7일 ~ )는 일본의 전 축구 선수이다.

## 구단 경력
과거 요코하마 F. 마리노스, 아비스파 후쿠오카, 비셀 고베, SC 사가미하라에서 활동하였다.

## 국가대표팀 경력
그는 1998년 아시안 게임에 참가할 일본 U-23 국가대표팀에 발탁되었다.